# Пацючі стежки
«Пацючі стежки» або «Щурячі стежки» (нім. rattenlinien, англ. rat lines) — мережа таємних маршрутів евакуації воєнних злочинців — провідних представників нацистського режиму і членів СС, фашистів та усташів з Європи після закінчення Другої світової війни.
Шляхи евакуації були облаштовані таємною інфраструктурою підтримки і забезпечення — пунктами для ночівлі, отримання їжі, грошей та фальшивих документів. На території Європи кожен пункт підтримки був розташований від попереднього на відстані в середньому близько 30 км. — так, щоб людина могла дістатися наступного притулку пішки протягом однієї доби.
Таємні маршрути починались в Німеччині та Австрії і пролягали головним чином через Італію та Іспанію, і далі вели в Південну Америку — в основному в Аргентину, але також в країни Аравії та США. Ними після Другої світової війни вдалося втекти та уникнули переслідування суду і покарання великій кількості нацистських військових злочинців, фашистів та колабораціоністів з різних країн Європи.
Значну роль у таємній допомозі втікачам зіграла «Організація колишніх членів СС» (нім. Organisation der ehemaligen SS-Angehörigen, ODESSA), створена Отто Скорцені. Важливу допомогу втікачі-нацисти одержали від Ватикану. Також мережу використовували для вивозу потрібним їм нацистських злочинців спецслужби США (УСС, пізніше ЦРУ).
Термін «Пацючі стежки» народився в надрах американською розвідки та військових кіл. У зв'язку з активною участю в евакуації високопосадових представників католицької церкви, в американській розвідці вони також отримали назву «Монастирські маршрути». Після процесу над Ейхманом існування мережі стало відоме широкій світовій громадськості, а після розсекречування архівних документів американських спецслужб в 1960-х роках, термін потрапив у журналістику та політичну публіцистику.

## Найбільш відомі особи, які втекли цими маршрутами
- Клаус Барбі
- Адольф Айхман
- Йозеф Менгеле
- Анте Павелич
- Отто Скорцені
- Аріберт Гайм
- Франц Штангль